# 內特萊克 (明尼蘇達州普查規定居民點)
內特萊克（英語：Nett Lake）是位於美國明尼蘇達州康契欽縣及聖路易斯縣的一個普查規定居民點。

## 人口
根據2020年美國人口普查的數據，內特萊克的面積為5.00平方千米，皆為陸地。當地共有人口500人，而人口密度為每平方千米100人。